# Stade du parc Nihondaira
 (avril 2025).
Le stade du parc Nihondaira est un stade de football, situé à Shizuoka, dans la préfecture du même nom au Japon.

## Histoire
Inauguré en 1991, il est le terrain de jeu du Shimizu S-Pulse depuis sa fondation la même année. Propriété de la ville de Shizuoka, il a connu des rénovations et extensions à plusieurs reprises pour atteindre les 20 300 places.